# Королевская армия Нидерландов
Королевская нидерландская армия (нидерл. Koninklijke Landmacht, KL) — один из видов вооружённых сил Нидерландов.

## История
Королевская армия Нидерландов была основана 9 января 1814 года, но её происхождение восходит к 1572 году, когда была создана Статзе Легер (нидерл. Staatse Leger, буквально — «Государственная Армия»). Таким образом, армия Нидерландов является одной из старейших в мире.
Армия Республики Соединённых провинций была передовой и наиболее организованной армией семнадцатого и начала восемнадцатого веков, участвовала в Восьмидесятилетней войне, Датско-шведской войне (1658—1660), Франко-голландской войне (1672—1678), Девятилетней войне, войнах за испанское и австрийское наследство, а также, во французских революционных войнах, пока Нидерланды не были завоёваны в 1795 году Францией. Создание действующей армии, а также введение кардинальных новшеств в тактике и снабжении принадлежит принцу Морису Оранскому. В отличие от своего отца Вильгельма I Оранского, предпочитавшего нанимать рекрутов за границей государства, Морис смог добиться создания регулярных войск. Мориц Оранский начал осуществление ряда военных реформ, в частности перехода от традиции содержать иностранных наёмников к рекрутской повинности внутри страны. Для призванных на службу солдат была введена интенсивная подготовка, разграничение по родам войск, деление на звания и должности. Офицерский состав был отправлен для обучения в университеты, которые стали первыми в мире (первая военная академию основана в 1590 году). Для кодификации всех воинских обязанностей и требований был создан «Свод правил для пехотинцев». В этом документе содержалась информация с иллюстрациями о 43 командах для пехотинцев с мушкетами. На голландском языке эта книга вышла в 1607 году. Благодаря прогрессивным идеям, «Свод» был принят на вооружение многими прогрессивными странами Европы, в том числе Швецией и Русским царством (переложение было издано в 1647 году).

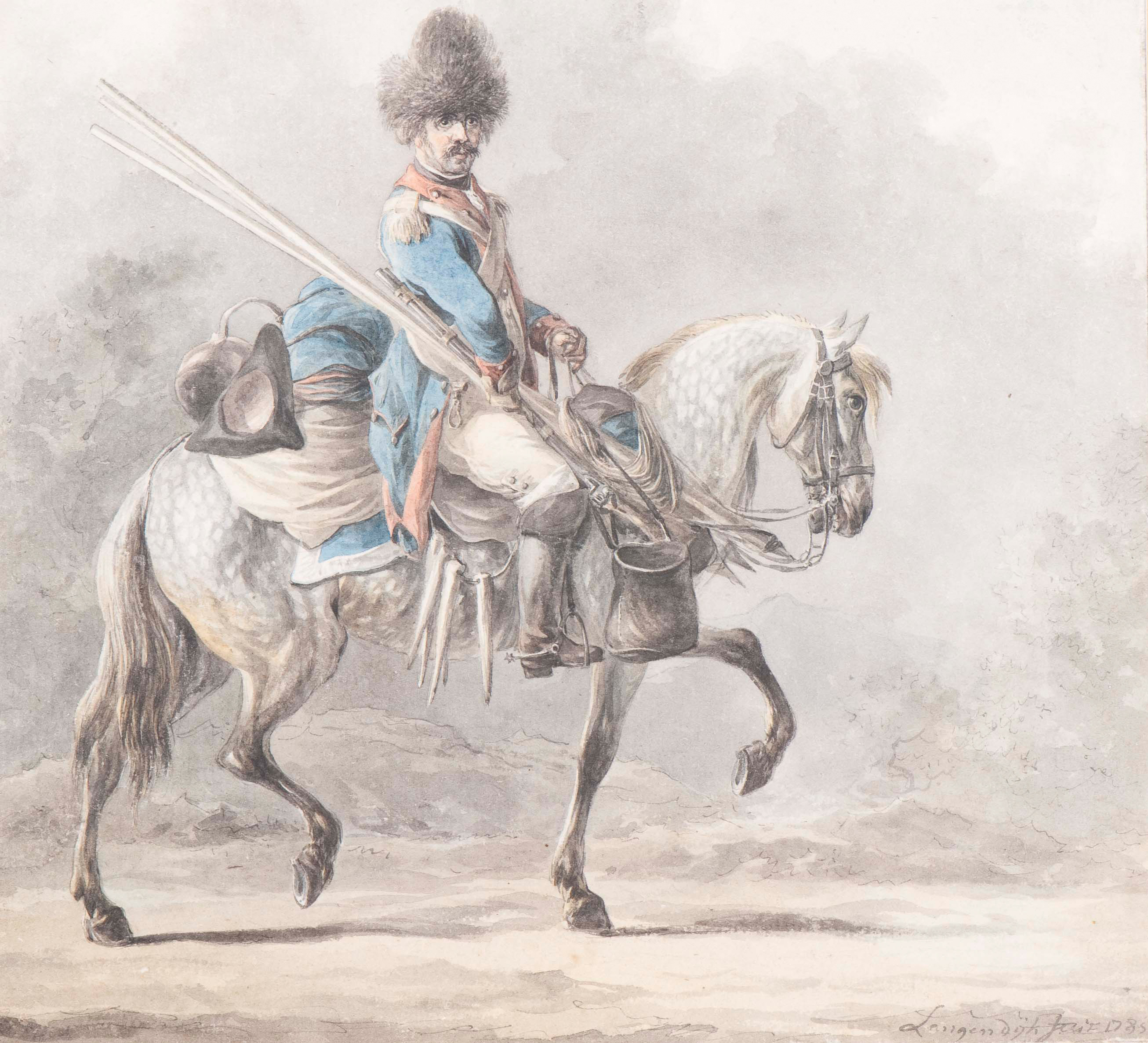
Кавалерист нидерландской армии, 1785 год

На смену Статзе Легер в 1795 году пришла армия Батавской республики, которую, в свою очередь, в 1806 году сменила армия Королевства Голландия. Эти армии сражались вместе с французами во время русско-английской экспедиции в Голландию 1799 года и в нескольких кампаниях в Германии, Австрии и Испании между 1800 и 1810 годами.
Наиболее заметными были действия корпуса конной артиллерии (нидерл. Korps Rijdende Artillerie) в битве под Фридландом в 1807 году, взятие Штральзунда в 1807 и 1809 годах, а также участие голландской бригады в войне на Пиренейском полуострове в период между 1808 и 1810 годах. Отдельная армия была расформирована в 1810 году, когда Наполеон I принял решение включить Голландию в состав Первой империи (фр. La Hollande est reunie à l’Empire). Таким образом, голландские подразделения стали частью «Великой армии». Современный французский 126-й пехотный полк (фр. 126e régiment d'infanterie de ligne) имеет голландские корни.
Части голландской армии участвовали в Русской кампании 1812 года. Наиболее значимым событием этого периода для голландских войск были действия по организации переправы через реку Березину под командованием капитана Бентина (Сражение на Березине).
С 1814 года части армии были вовлечены в ряд военных конфликтов:
- кампанию при Ватерлоо (1815),
- некоторые колониальные войны периода 1825—1925 годов (Яванская война и др.),
- Бельгийскую революцию 1830 года и последовавшую за ней бельгийско-нидерландскую войну,
- Вторую мировую войну в 1940—1945 годах,
- войну за независимость Индонезии (1945—1949) и мятеж в Новой Гвинее 1960—1962 годов. В этом конфликте также принимал участие Папуасский волонтёрский корпус, набранный из местного населения.

Во второй половине XX—начале XXI века части сухопутных войск Нидерландов были в основном заняты операциями по поддержанию мира в различных регионах планеты, а именно:
- в Ливане в 1979—1985 годах,
- в бывшей Югославии (Босния-Герцоговина, Хорватия, Македония и Косово) с 1991 года по н. в.,
- в Камбодже в 1992—1994 годах,
- на Гаити в 1995—1996 годах,
- на Кипре в 1998—1999 годах,
- в Эритрее и Эфиопии в 2001 году,
- в Ираке в 2003—2005 годах,
- в Афганистане в 2002—2010 годах,
- и Чаде в 2008—2009 годах.

## Структура

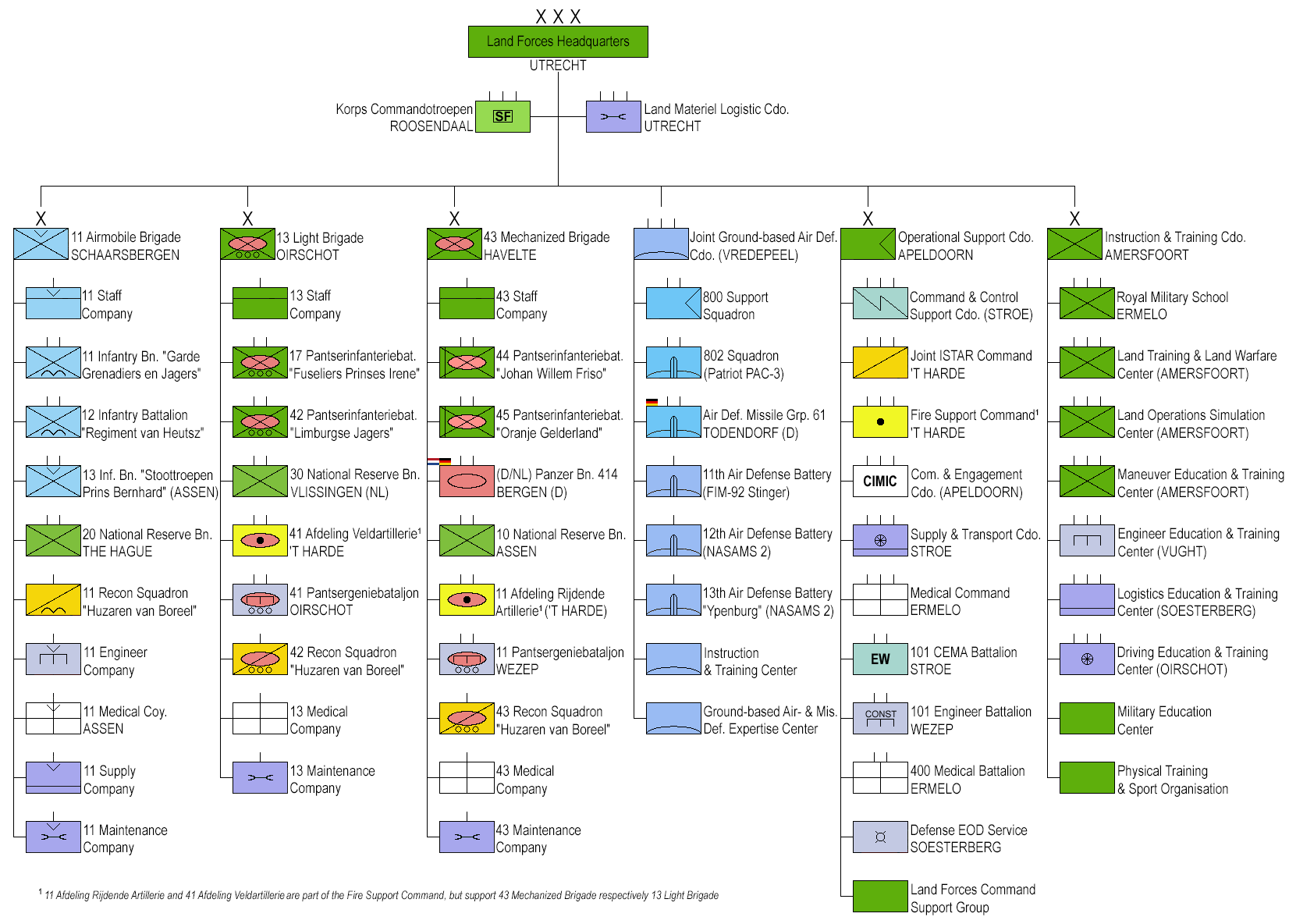
Структура королевской армии Нидерландов в 2016 году.

### 2016 год
Командование сухопутных войск (Koninklijke Landmacht), Утрехт
- Штаб сухопутных войск, Утрехт
  - Командование материально технического обеспечения (Army Materiel Logistic Command), Утрехт
  - Командование образования и боевой подготовки (Education and Training Command), Амерсфорт

11-я аэромобильная бригада (11 Luchtmobiele Brigade), Арнем. В оперативном подчинении Дивизии быстрого реагирования бундесвера.
- 11-я штабная рота, Арнем
- 11-й пехотный батальон, Арнем
- 12-й пехотный батальон, Арнем
- 13-й пехотный батальон, Ассен
- 20-й национальный резервный батальон, состоит из шести рот дислоцирующихся в Гааге, Бергене, Амстердаме, Стро и Арнеме.
- 11-я инженерная рота, Арнем
- 11-я ремонтная рота, Арнем
- 11-я рота обеспечения, Арнем
- 11-я медицинская рота, Ассен

13-я лёгкая пехотная бригада (Lichte Brigade), Ойрсот
- 13-я штабная рота, Ойрсот
- 17-й пехотный батальон, Ойрсот. Вооружен ББМ "Boxer" и "Bushmaster".
- 42-й пехотный батальон, Ойрсот. Вооружен ББМ "Boxer" и "Bushmaster".
- 30-й национальный резервный батальон, состоит из пяти рот дислоцирующихся в Флиссингене, Бреде, Ойсроте, Брюнсюме и Вредепеле.
- 42-й бригадный разведывательный эскадрон, Ойрсот. Вооружен БРМ "Феннек".
- 13-я ремонтная рота, Ойрсот
- 13-я медицинская рота, Ойрсот

43-я механизированная бригада, Хавелте. В оперативном подчинении танковой дивизии бундесвера.
- 43-я штабная рота
- 44-й механизированный батальон, Хавелте. Вооружен CV90, Феннек.
- 45-й механизированный батальон, Хавелте. Вооружен CV90, Феннек.
- 10-й национальный резервный батальон, состоит из шести рот дислоцирующихся в Ассене, Везепе, Схарсбергене, Амерсфорте и Энсхеде. Вооружен БРМ Феннек.
- 11-й инженерный батальон, Везеп.
- 43-й бригадный разведывательный эскадрон, Вооружен БРМ «Феннек».
- 43-я ремонтная рота, Хавелте
- 43-я медицинская рота, Хавелте

Корпус специального назначения (Korps Commandotroepen), Розендал
Силы специальных операций сухопутных войск Нидерландов. В задачи «корпуса» входят: специальная разведка, целевые задачи (целеуказание, засады, диверсии и тому подобное), военная поддержка (обучение и консультация союзников или отдельных боевых групп).
- рота обеспечения
- учебно-тренировочная рота специальных операций (Opleidings- en trainingscompagnie speciale operaties (OTCSO))
- 103-я рота специального назначения
- 104-я рота специального назначения
- 105-я рота специального назначения
- 108-я рота специального назначения

Каждая рота специального назначения состоит из нескольких групп. Каждая группа в составе роты имеет свою специализацию: действия на воде, действия в условиях горной местности, прыжки с парашютом с большой высоты (до 10 километров). Каждая группа состоит из восьми человек: двух медиков, двух снайперов, двух сапёров и двух связистов.
Германо-голландский корпус, Мюнстер (Германия)
Многонациональный корпус быстрого развёртывания ОВС (объединённых вооруженных сил) НАТО. В мирное время в структуре корпуса нет постоянно закреплённых за ним соединений. На постоянной основе функционирует только штаб и два батальона. Основную часть персонала корпуса представляют Германия и Голландия (в том числе командование), меньшая часть персонала корпуса комплектуется за счёт стран участниц НАТО на ротационной основе.
- Батальон материального обеспечения , Мюнстер
- Батальон связи, Мюнстер

Командование ПВО (DGLC-Defensie Grondgebonden Luchtverdedigingscommando), Вредепел.
Отвечает за противовоздушную и противоракетную оборону Голландии. Прикрывает жизненно важные объекты инфраструктуры и подразделения вооруженных сил Нидерландов.
Командование имеет межвидовой состав, включает в себя как подразделения ВВС так и подразделения сухопутных войск. Общая численность личного состава более 700 человек. Кроме того в оперативном подчинении командования находиться 61 группа ПВО (Flugabwehrraketengruppe 61) люфтваффе имеющая около 300 человек личного состава.
- 800-я эскадрилья (ВВС). Отвечает за материально-техническое обеспечение и связь.
- 802-я эскадрилья (ВВС). Отвечает за ПРО и ПВО дальнего радиуса действия. Имеет на вооружении ЗРК "Пэтриот".
- 13-я батарея противовоздушной обороны (сухопутные войска). Отвечает за ПВО малого и среднего радиуса действия. На вооружении: ЗРК «NASAMS», ЗРК «Стингер» на платформе ББМ «Феннек», РЛС «TRML» и AN/MPQ-64 «Sentinel».
- 61-я группа ПВО (люфтваффе), Тодендроф (Германия). На вооружении имеет: зенитно-артиллерийский комплекс MANTIS, ЗРК малого радиуса действия "Wiesel 2 Ozelot", РЛС "LÜR".[11]
- Учебно-тренировочный центр (сухопутные войска). Обеспечивает обучение и подготовку подразделениям ПВО и ПРО, в том числе межнациональную. 61 группа ПВО люфтваффе обучается на базе центра вместе с голландскими подразделениями.

Командование оперативной поддержки (Operationeel Ondersteuningscommando Land), Апелдорн.
Командование отвечает за всестороннее обеспечение и поддержку королевской армии Нидерландов. Личный состав командования около 5000 человек, что делает его самым крупным подразделением королевской армии Нидерландов.
- 101-й батальон систем связи и информации (101 CIS-bataljon (communicatie- en informatiesystemen)). Обеспечивает связь между подразделениями, работоспособность телекоммуникационных и компьютерных сетей.[13]
- 101-й инженерный батальон. Отвечает за поддержку и строительство военной инфраструктуры.[14]
- 400-й медицинский батальон, Эрмело. Отвечает за медицинское обеспечение сухопутных войск, в том числе за границей. Имеет в своём составе мобильные госпитали и широкий спектр возможностей, от оказания первой помощи до хирургических операций и интенсивной терапии.[15]
- 1-я команда военно-гражданского взаимодействия, Апелдорн. На территории Голландии отвечает за координацию между армией и гражданскими аварийными службами, а также властями в случае чрезвычайных ситуаций. При выполнение задач в районах действия сухопутных войск Нидерландов отвечают за взаимодействия с местными командирами, политическими лидерам и неправительственными организациями.[16]
- Команда снабжения и транспорта, Гардерен. Отвечает за подвоз и снабжение армии боеприпасами, топливом, едой и водой во время учений и развёртывания сухопутных войск за границей. Имеет разнообразный парк грузовых автомобилей, погрузчиков и специальных транспортных средств.[17]
- Служба обезвреживания взрывчатых веществ. Отвечает за обнаружение, идентификацию и обезвреживание взрывчатых веществ (в том числе на воде). Как в Голландии (в том числе, бомб и снарядов времён ВМВ, пиротехники и т. д.), так и за границей в районах выполнения задач сухопутными войсками Нидерландов.[18]
- Объединённое командование ISTAR (разведка, наблюдение, целеуказание и рекогносцировка), Олдебрук.
- Группа поддержки CLAS. Включает в себя подразделения не имеющие прямого отношения к боевым действиям и их обеспечению. В состав группы входят: военные музыканты, церемониальные подразделения и подразделения почётного эскорта, военный суд и другие.
- Команда огневой поддержки, Олдебрук.
  - 41-й отдельный артиллерийский дивизион. Состоит из трёх батарей: двух батарей самоходных гаубиц PzH 2000 (по 8 штук в каждой) и одной батареи вооруженной миномётами 120mm Brandt Rayé.[19]

## Вооружение и военная техника
| Изображение              | Тип                      | Производство                | Назначение | Количество             | Примечания                                                             |
| Бронетехника             | Бронетехника             | Бронетехника                | Бронетехника | Бронетехника           | Бронетехника                                                           |
| ------------------------ | ------------------------ | --------------------------- | --- | ---------------------- | ---------------------------------------------------------------------- |
|                          | CV9035NL                 | Швеция / Нидерланды         | Боевая машина пехоты | 170                    |                                                                        |
|                          | Феннек                   | Нидерланды / Германия       | Боевая разведывательная машина Бронетранспортёр Командно-штабная машина Учебная машина                                   | 185 126 4 10           |                                                                        |
|                          | Boxer                    | Нидерланды / Германия       | Бронированная медицинская машина Командно-штабная машина Машина пополнения боеприпасами Инженерная машина Учебная машина | 52 36 12 92 8          |                                                                        |
|                          | Bushmaster               | Австралия                   | бронетранспортёр | 92                     |                                                                        |
| Противотанковые средства |                          |                             | |                        |                                                                        |
|                          | Spike-MR                 | Израиль                     | ПТРК | Незивестное количество |                                                                        |
|                          | Panzerfaust 3            | Германия                    | РПГ | Незивестное количество |                                                                        |
| Артиллерия               |                          |                             | |                        |                                                                        |
|                          | PzH 2000                 | Германия                    | 155-мм САУ | 21                     | Ещё 27 САУ на хранении.                                                |
|                          | MO-120-RT61 mortar       | Нидерланды                  | 120-мм миномёт | 18                     |                                                                        |
|                          | L16                      | Великобритания              | 81-мм миномёт | 83                     |                                                                        |
| ПВО                      |                          |                             | |                        |                                                                        |
|                          | M902 Patriot PAC-3       | США                         | ЗРК большой дальности | 20 ПУ                  |                                                                        |
|                          | NASAMS II                | Норвегия                    | ЗРК малой дальности | 6 ПУ                   |                                                                        |
|                          | Феннек с FIM-92A Stinger | США / Нидерланды / Германия | ЗРК малой дальности | 18                     |                                                                        |
|                          | FIM-92A Stinger          | США / Германия              | ПЗРК | Незивестное количество |                                                                        |
| Радары                   |                          |                             | |                        |                                                                        |
|                          | TRML-3D                  | Германия                    | Радар раннего предупреждения                                                                                             | 5                      |                                                                        |
|                          | Thales GM 200 MM/C       | Нидерланды                  | Многоцелевой радар с АФАР                                                                                                | 1                      | Заказано 9 радаров в 2021 году. Заказано 7 радаров в апреле 2024 года. |
| Инженерная техника       |                          |                             | |                        |                                                                        |
|                          | AEV 3 Kodiak             | Германия                    | Инженерный танк | 10                     |                                                                        |
|                          | Dachs                    | Германия                    | Инженерный танк | 10+                    |                                                                        |
|                          | BPz-3 Buffel             | Германия                    | Бронированная ремонтно-эвакуационная машина                                                                              | 25                     |                                                                        |
|                          | BPz-2                    | Германия                    | Бронированная ремонтно-эвакуационная машина                                                                              | 25+                    |                                                                        |
|                          | Leopard 1 с Leguan       | Германия                    | Танковый мостоукладчик                                                                                                   | 13                     |                                                                        |
|                          | Leopard 2 с Leguan       | Германия                    | Танковый мостоукладчик                                                                                                   | 8                      |                                                                        |
|                          | MLC70 Leguan             | Германия                    | Танковый мостоукладчик                                                                                                   | 4                      |                                                                        |
|                          | Bozena                   | Словакия                    | Бронированная машина разминирования                                                                                      | Незивестное количество |                                                                        |
| Машины РХБ разведки      |                          |                             | |                        |                                                                        |
|                          | Tpz-1 Fuchs NBC          | Германия                    | Машина радиационной, биологической и химической разведки                                                                 | 6                      |                                                                        |
| БПЛА                     |                          |                             | |                        |                                                                        |
|                          | Black Hornet Nano        | Норвегия                    | Разведывательный БПЛА | 48 БПЛА                |                                                                        |
|                          | RQ-20 Puma               | США                         | Разведывательный БПЛА | 12 БПЛА                |                                                                        |
|                          | RQ-21 Blackjack          | США                         | Разведывательный БПЛА | 15 БПЛА                |                                                                        |
|                          | Wasp III                 | США                         | Разведывательный БПЛА | 18 БПЛА                |                                                                        |

## Знаки различия

### Генералы и офицеры
| Категории                                      | Генералы      | Генералы          | Генералы          | Генералы          | Старшие офицеры | Старшие офицеры | Старшие офицеры | Младшие офицеры  | Младшие офицеры   | Младшие офицеры | Младшие офицеры |
| ---------------------------------------------- | ------------- | ----------------- | ----------------- | ----------------- | --------------- | --------------- | --------------- | ---------------- | ----------------- | --------------- | --------------- |
|                                                |               |                   |                   |                   |                 |                 |                 |                  |                   |                 |                 |
| Голландское звание (бронекавалерия/артиллерия) | Генерал       | Генерал-лейтенант | Генерал-майор     | Бригадный генерал | Полковник       | Подполковник    | Майор           | Капитан Ротмистр | 1-й лейтенант     | 2-й лейтенант   | Фендриг Корнет  |
| Российское соответствие                        | Генерал армии | Генерал-полковник | Генерал-лейтенант | Генерал-майор     | Полковник       | Подполковник    | Майор           | Капитан          | Старший лейтенант | Лейтенант       | Прапорщик       |

### Сержанты и солдаты
| Категории                                      | Подофицеры | Сержанты и старшины        | Сержанты и старшины                      | Сержанты и старшины | Сержанты и старшины | Солдаты  | Солдаты                             | Солдаты                             | Солдаты                             |
| ---------------------------------------------- | ---------- | -------------------------- | ---------------------------------------- | ------------------- | ------------------- | -------- | ----------------------------------- | ----------------------------------- | ----------------------------------- |
|                                                |            |                            |                                          |                     |                     |          |                                     |                                     |                                     |
| Голландское звание (бронекавалерия/артиллерия) | Адъютант   | Сержант-майор Обервахмистр | Сержант 1-го класса Вахмистр 1-го класса | Сержант Вахмистр    | Капрал 1-го класса  | Капрал   | Рядовой 1-го класса Канонир / Гусар | Рядовой 2-го класса Канонир / Гусар | Рядовой 3-го класса Канонир / Гусар |
| Российское соответствие                        | Прапорщик  | Старшина                   | Старший сержант                          | Сержант             | Младший сержант     | Ефрейтор | -                                   | Рядовой                             | -                                   |